# Australosymmerus propinquus
Australosymmerus propinquus är en tvåvingeart som beskrevs av Donald Henry Colless 1970. Australosymmerus propinquus ingår i släktet Australosymmerus och familjen hårvingsmyggor. Inga underarter finns listade i Catalogue of Life.